# Тростянецька публічна бібліотека
Тростянецька публічна бібліотека (до 2019 року - Тростянецька центральна районна бібліотека імені Лесі Українки) — центральна міська бібліотека у Тростянці Сумської області, заснована у 1905 році.
Бібліотечний фонд складає — понад 75 тис. примірників. Послугами книгозбірні користується майже 7 тис. мешканців[джерело?].
У 2011 році бібліотека перемогла у конкурсі «Організація нових бібліотечних послуг з використанням вільного доступу до Інтернет» у рамках програми «Бібліоміст» і отримала 9 комп'ютерів з обладнанням (принтери, сканери, вебкамери) та програмним забезпеченням і стала осередком вільного безкоштовного доступу до вітчизняних і світових інформаційних ресурсів[джерело?].
Протягом 2018-2019 рр. бібліотеку повністю відремонтували. Відтоді бібліотека стала центром для проведення зустрічей, тренінгів, майстер-класів тощо. Тоді ж на базі публічної бібліотеки почав працювати молодіжний центр "КОRОБКА" (до травня 2024 року - Центр неформальної освіти. Тростянець). 400 примірників для дитячої бібліотеки подарувала праправнучка відомого промисловця та мецената Леопольда Кеніга Сибілла Страк-Ціммерман.

## Діяльність
- організація бібліотечного обслуговування;
- інформаційно-бібліографічна робота;
- культурно-просвітницькі масові заходи;
- надання послуг Інтернет—центру.

## Структура
- абонемент для дорослих;
- дитяча бібліотека;
- Інтернет—центр;
- соціальне кафе;
- коворкінг-зали;
- сектор комплектування та обробки літератури;
- організаційно-методичний відділ.

### Філії
- Смородинська міська бібліотека—філія;
- міська бібліотека—філія № 1;